# 升平寿井
升平寿井，位于中国广东省茂名市高州市城区升平街，为茂名市高州市的一个市、县级文物保护单位，类型为古建筑，公布时间为1994年11月15日。
升平寿井的历史年代为明代。